# NORISHIROCKS
NORISHIROCKS（ノリシロックス）は、東京を活動拠点としたクリエイティブ・ユニット。DJユニットとして等の音楽活動の際はNORISHIROCKS DJZを名乗る。

## プロフィール
クリエイティブディレクター、デザイナー、音楽プロデューサー、大学准教授等による多国籍で有機的なメンバーで活動するクリエイター集団/DJユニット。
サウンドクリエイターやDJとしての活動は、1990年代中盤のビッグ・ビートカルチャーに多大な影響を受けたエレクトロ・サウンドやハウス、ヒップホップを中心にしたマッシュアップスタイルが特徴。
様々なメジャーアーティストの覆面名義からケロロ軍曹や機動戦士ガンダムSEED DESTINY楽曲の公式リミックス等のオタク系からを手がける他、自ら主催するクラブイベントDISCONTINENTAL、そしてNY，上海、インドネシア等国内外のクラブイベントでDJやライブ活動を定期的に行い、新木場ageHa、現在は代官山Air、渋谷VISIONなどで積極的に活動。GACKTやYOSHIKIのプレスパーティー、DENPA!!!（電羽）や川崎ハロウィンアフターパーティー、泡パ、などの大型イベントやフェスに出演。
またクラブカルチャーやクールジャパン的なオタクカルチャー、サブカルチャーに強く、手がけるジャンルは、アート、広告、映像、音楽、海外企業や教育機関、萌えキャラまで、メジャーからアンダーグラウンドまで多岐にわたり、プロジェクト毎に様々な外部アーティストとコラボレーションするスタイルで有機的なクリエイティブ活動を行っている。
近年の主要仕事としては、アーティスト古賀学（ペッパーショップ）との水中アートプロジェクト&a water(アンダーウォーター）のプロデュースやゲームスペースインベーダーエクストリーム2のクリエイティブ・ディレクションやグランド・セフト・オートシリーズをはじめとするゲームとのクリエイティブコラボレーション。ザ・ジェッジジョンソン（キングレコード）、HIGH and MIGHTY COLOR（SME Records）やAll Japan Goith（インペリアルレコード）等のアーティストのクリエイティブ・ディレクションやまたPUMAなどのファッション・ブランドの音楽にも携わっている。

## 主な仕事

### リミックス（楽曲制作）
- SPACE INVADERS EXTREME2 NORISHIROCKS REMIX」ZUNTATA - スィープレコード
- PRIDE 〜R&B norishiromix〜」　HIGH and MIGHTY COLOR - SME Records
- PRIDE 〜"Phantom pain"norishirobreakmegamix」　HIGH and MIGHTY COLOR　- SME Records
- 勝手に侵略者(踊る大作戦trance mix)」小川直也☆岩佐真悠子 - ソニーダイレクト
- JELLY meets HOUSE - エイチーム
- ANIME HOUSE PROJECT~BOY’S selection vol.2~- エイチーム
- ANIME HOUSE PROJECT~戦国・幕末MIX~ - エイチーム
- 大人HOUSE- 大人企画
- Possession (NORISHIROCKS REMIX)」　JYONGRI-クラブ向けプロモーション用リミックス
- 秋風〜レゲエリミックス〜 by NORISHIROCKS　All Japan Goith-SPICE RECORDS
- Skaしっぺメガミックス by NORISHIROCKS　All Japan Goith -SPICE RECORDS

### ゲーム（クリエイティブディレクション）
- スペースインベーダーエクストリーム2　ニンテンドーDS用ゲーム/タイトー

## 関連人物
- 高橋ひでつう（元京都精華大学特任准教授）
- PandaBoy（プロデューサー/DJ）
- 古賀学（ペッパーショップ）（映像作家）水中アート作品でコラボレーションしていた。
- babamania（バンド）
- 金子貴俊（俳優）NORISHIROCKSが音楽活動時のサウンドプロデュースを担当。
- 齋藤貴義（構成作家）
- 守尾崇(ミュージシャン）
- みなづきふたご（マンガ家）